# Richard Pouille
Pour les articles homonymes, voir Pouille (homonymie).
Richard Pouille, né le 15 août 1921 à Mance (Meurthe-et-Moselle) et mort le 21 juillet 1996 à Vandœuvre-lès-Nancy (Meurthe-et-Moselle), est un homme politique français.

## Hommage
Un parc de la ville de Vandœuvre-lès-Nancy a été nommé Parc Richard-Pouille en son honneur.

## Détail des fonctions et des mandats
Mandats locaux
- 1953 - 1959 : Conseiller municipal de Vandœuvre-lès-Nancy
- 1959 - 1965 : Conseiller municipal de Vandœuvre-lès-Nancy
- 1965 - 1971 : Maire de Vandœuvre-lès-Nancy
- 1971 - 1977 : Maire de Vandœuvre-lès-Nancy
- 1977 - 1983 : Maire de Vandœuvre-lès-Nancy
- 1973 - 1982 : Conseiller général du canton de Vandœuvre-lès-Nancy
- 1972 - 1986 : Conseiller régional de Lorraine
- 1986 - 1992 : Conseiller régional de Lorraine
- 1992 - 1994 : Conseiller régional de Lorraine

Mandats parlementaires
- 22 septembre 1974 - 25 septembre 1983 : Sénateur de Meurthe-et-Moselle
- 25 septembre 1983 - 1er octobre 1992 : Sénateur de Meurthe-et-Moselle